# إيمرسون بوزر
إيمرسون بوزر (بالإنجليزية: Emerson Boozer)‏ هو لاعب كرة قدم أمريكية أمريكي، ولد في 4 يوليو 1943 في أوغستا في الولايات المتحدة.

## وصلات خارجية
- إيمرسون بوزر على موقع مرجع كرة القدم المحترفة.كوم (الإنجليزية)
- إيمرسون بوزر على موقع قاعة جورجيا للمشاهير الرياضية (مؤرشف) (الإنجليزية)